# رقابت اسپرم

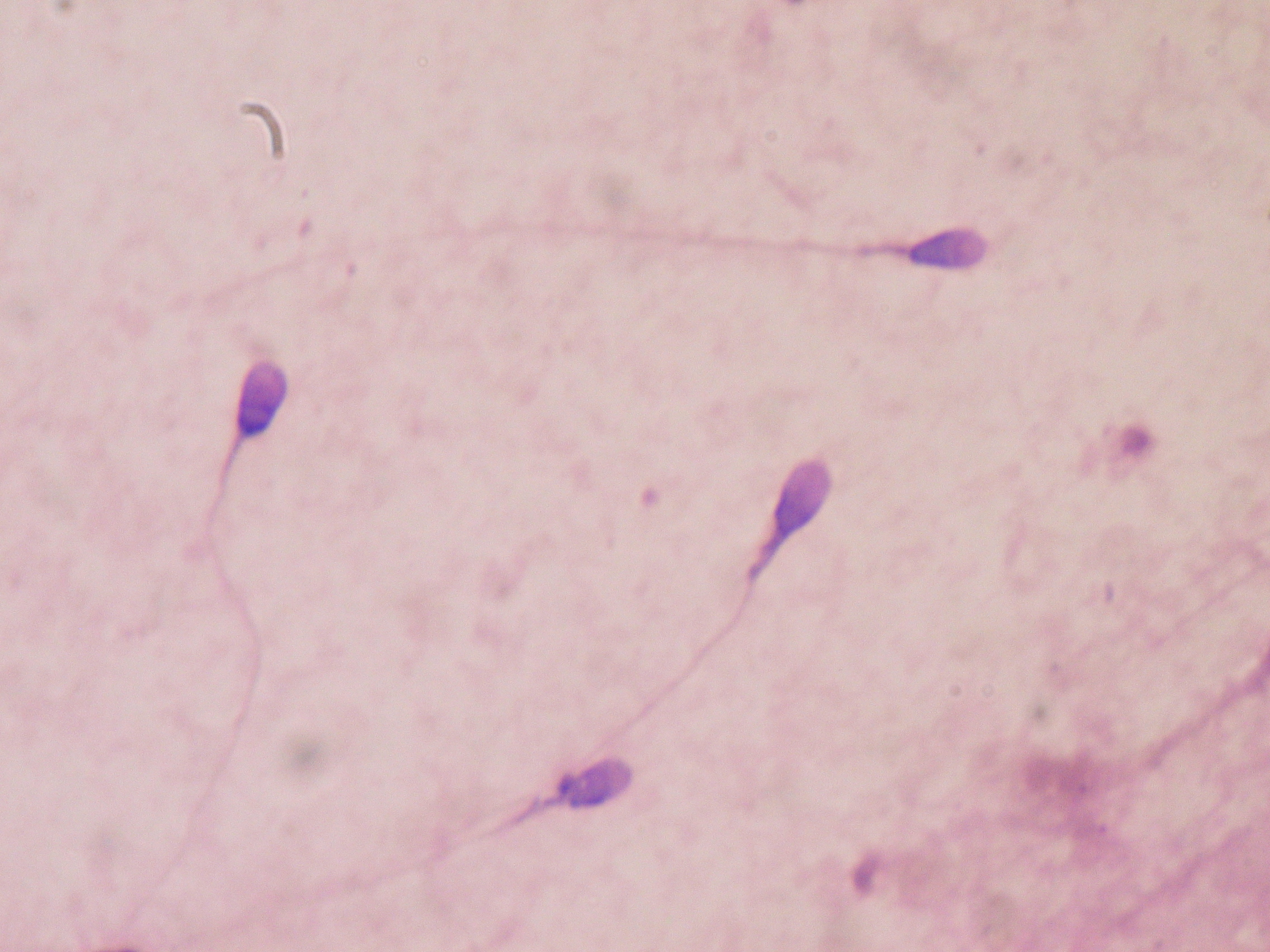
اسپرم انسان

رقابت اسپرم (انگلیسی: Sperm competition) فرایند رقابتی بین اسپرماتوزون دو یا چند نر مختلف برای باروری یک تخمک در طول تولیدمثل جنسی است. رقابت زمانی می‌تواند رخ دهد که ماده‌ها چندین شریک جفت‌گیری بالقوه داشته‌باشند.